# Emanuele Merisi
Emanuele Merisi (n. 10 octombrie 1972, Treviglio, Lombardia, Italia) este un înotător italian, medaliat olimpic. A participat la 4 ediții ale Jocurilor Olimpice (1992, 1996, 2000, 2004) în care a câștigat o medalie de bronz.